# 崔夤
崔夤（?—?，後世的史書或將他的名字記為崔寅），字敬礼。宋朝《新唐书》为赵敬避讳称为崔恭禮，清河郡东武城县（今河北省衡水市故城县）人，南北朝时期的人物。
崔夤是崔宗伯的儿子，北魏太子舍人，娶晋宁公主。晋宁公主是魏文成帝的孙女，安乐王拓跋长乐的女儿。刚正有志节，且有德行。崔夤早卒。赠乐安郡太守。崔夤的哥哥的后代，号为清河大房，崔夤的后代，号为清河小房。其子崔长谦，担任给事中、青州刺史。十一世孙崔群（崔稹之子）、十二世孙崔彦昭是唐朝的宰相，十一世孙崔璆（崔郾之子）是黄巢的宰相。